# Prosimulium barnardi
Prosimulium barnardi är en tvåvingeart som först beskrevs av Gibbins 1938.  Prosimulium barnardi ingår i släktet Prosimulium och familjen knott. Inga underarter finns listade i Catalogue of Life.